# Rio das Mortes Pequeno
O rio das Mortes Pequeno é um curso de água que banha o estado de Minas Gerais, Brasil, afluente do rio das Mortes.
Apresenta 60 km de extensão e drena uma área de 493 km². Suas nascentes localizam-se no município de São João del-Rei, a uma altitude de aproximadamente 1100 metros na serra da Mantiqueira. Sua foz no rio das Mortes situa-se no município de Conceição da Barra de Minas. No trecho entre a confluência do córrego do Procópio e a confluência do ribeirão da Lagoa Verde, o rio das Mortes Pequeno serve de limite entre os municípios de São João del-Rei e Conceição da Barra de Minas.